# Lune extrasolaire

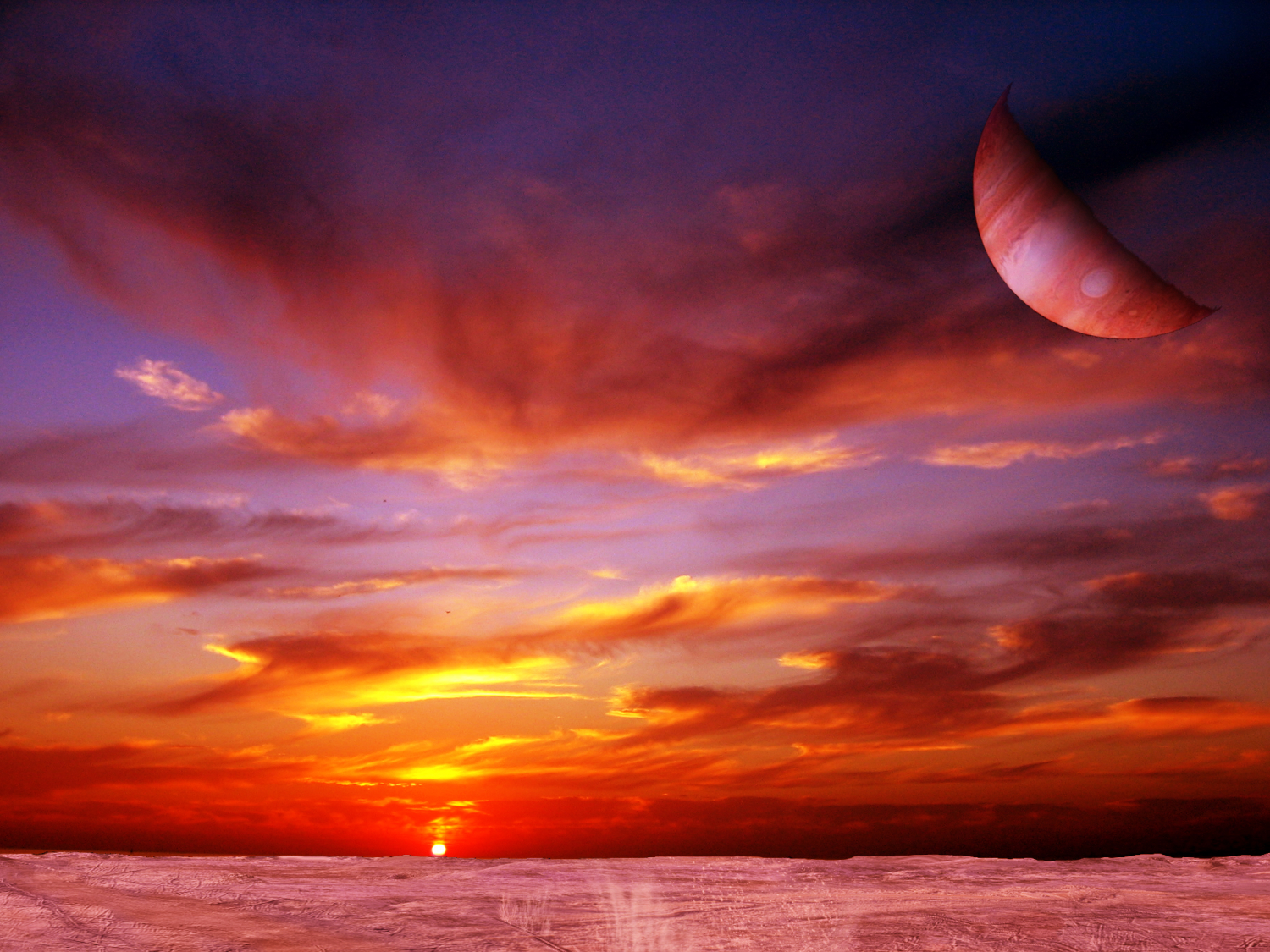
Vue d'artiste depuis une exolune. Sa planète hôte ainsi que son étoile sont visibles.

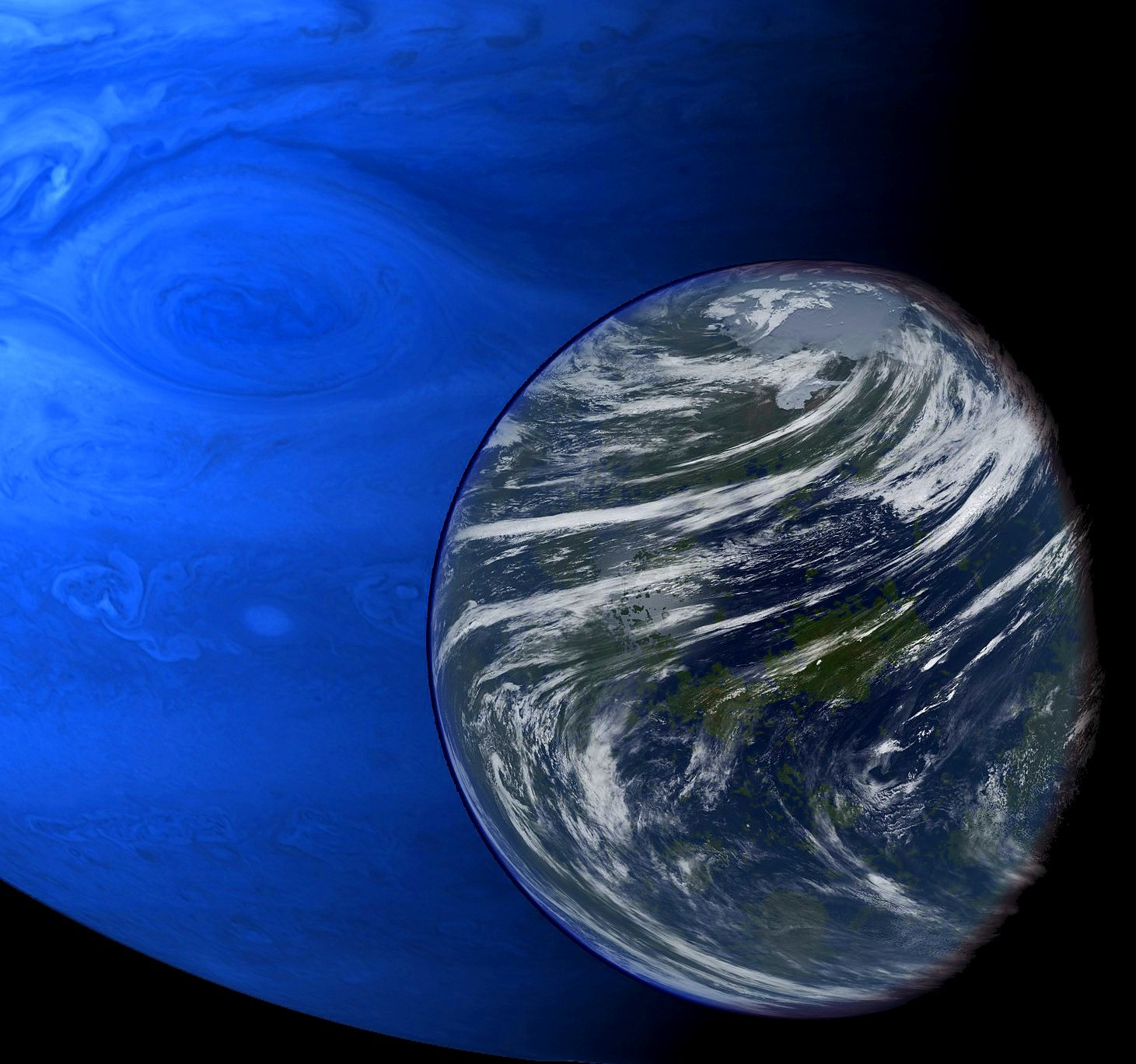
Vue de Pandora et Polyphème de l'univers dAvatar.

Une lune extrasolaire, une exolune, un satellite extrasolaire, ou encore un exosatellite, est un satellite naturel qui orbite autour d’une exoplanète ou d'un autre corps extrasolaire plus grand que lui.
Bien qu'aucun objet de ce type n’ait encore été formellement découvert, il est raisonnable de penser que leur existence est très probable et qu'ils existent en très grand nombre, d'après l'étude empirique des satellites naturels de notre Système solaire ; quelques candidats sont déjà suspectés d'être des exolunes. La majorité des exoplanètes détectées à ce jour sont des géantes gazeuses ; or, dans notre Système solaire, les géantes gazeuses ont de nombreux satellites naturels (voir satellites de Jupiter et satellites de Saturne). Cependant, leur détection demeure extrêmement difficile avec les techniques actuelles.

## Définition d’un satellite autour d’une naine brune
Un moment, la définition traditionnelle impliquait que toutes les lunes orbitaient autour d'une planète. La découverte de satellites ayant la taille de planètes orbitant autour de naines brunes trouble la distinction entre planète et satellite du fait de la faible masse de ces étoiles manquées. Afin de résoudre cette confusion, l'Union astronomique internationale a apporté des précisions : « Les objets ayant une masse en dessous de la masse limite pour la fusion thermonucléaire du deutérium » (couramment calculée comme étant de 13 fois la masse de Jupiter pour des objets de métallicité solaire) « qui orbitent autour d’étoiles ou de restes stellaires sont des planètes » (leur mode de formation n’est pas pris en compte). La confusion avec des satellites est donc écartée, même si cette définition est très probablement provisoire et risque de changer à l'avenir. De nombreuses sources dont la réputation n'est plus à faire classent néanmoins des objets de masse supérieure à 13 masses joviennes comme des planètes, telles l'Encyclopédie des planètes extrasolaires, dont le but est d'inclure les objets de masse allant jusqu'à 25 fois celle de Jupiter.

## Théorie et recherche
Actuellement, aucune lune extrasolaire n’a encore été formellement identifiée (seuls quelques cas possibles ont été annoncés, voir Candidates) mais leur existence est théorisée sans difficulté.
Les études de Jacques Laskar indiquent l'influence de la Lune sur le climat terrestre. Sans sa présence, l'axe des pôles changerait constamment d'orientation de 0° à 60° et plus, avec pour conséquence des changements climatiques importants et brutaux, incompatibles avec une vie pluricellulaire développée. La capacité d'adaptation des végétaux et animaux existe mais s'exprime plus lentement que chez les bactéries. Celles-ci par contre seraient moins gênées par des planètes sans lune et donc au climat rapidement changeant.
La recherche de systèmes planétaires au-delà du nôtre est sous-tendue par celle de la vie extraterrestre, potentiellement développée et intelligente. La découverte d'exolunes sera un point important dans ce dossier.

## Caractéristiques

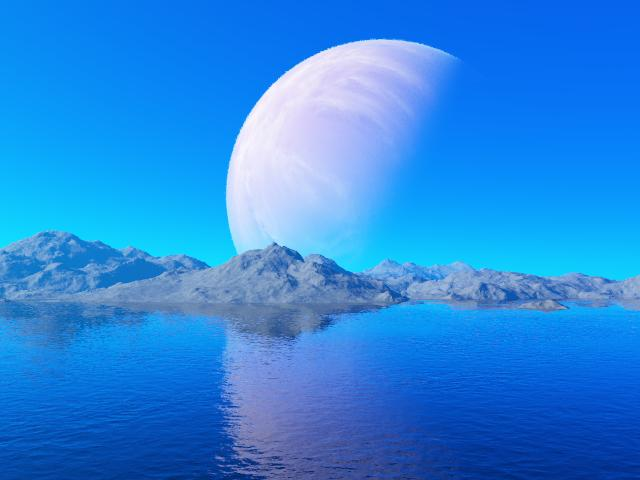
Vue d'artiste d'un océan sur une lune extrasolaire orbitant autour d'une géante gazeuse.

Tant qu’aucun astre de ce type n’aura été découvert, leur caractérisation ne sera que spéculative. Néanmoins, il est facile d’imaginer que ces satellites présentent des visages très variés à l’image de ceux présents dans le Système solaire.
Certains d’entre eux pourraient présenter les propriétés nécessaires à l’apparition de la vie, notamment ceux situés autour de planètes géantes. D'autres pourraient peut-être avoir une activité géologique comme Encelade (Saturne) ou Io (Jupiter), ou bien pourraient être semblables à la Lune.
Pour des planètes géantes extrasolaires orbitant dans la zone habitable de leur étoile, il est supposé que des satellites de la taille de planètes telluriques pourraient être capables d'abriter la vie.

## Méthodes de détection proposées

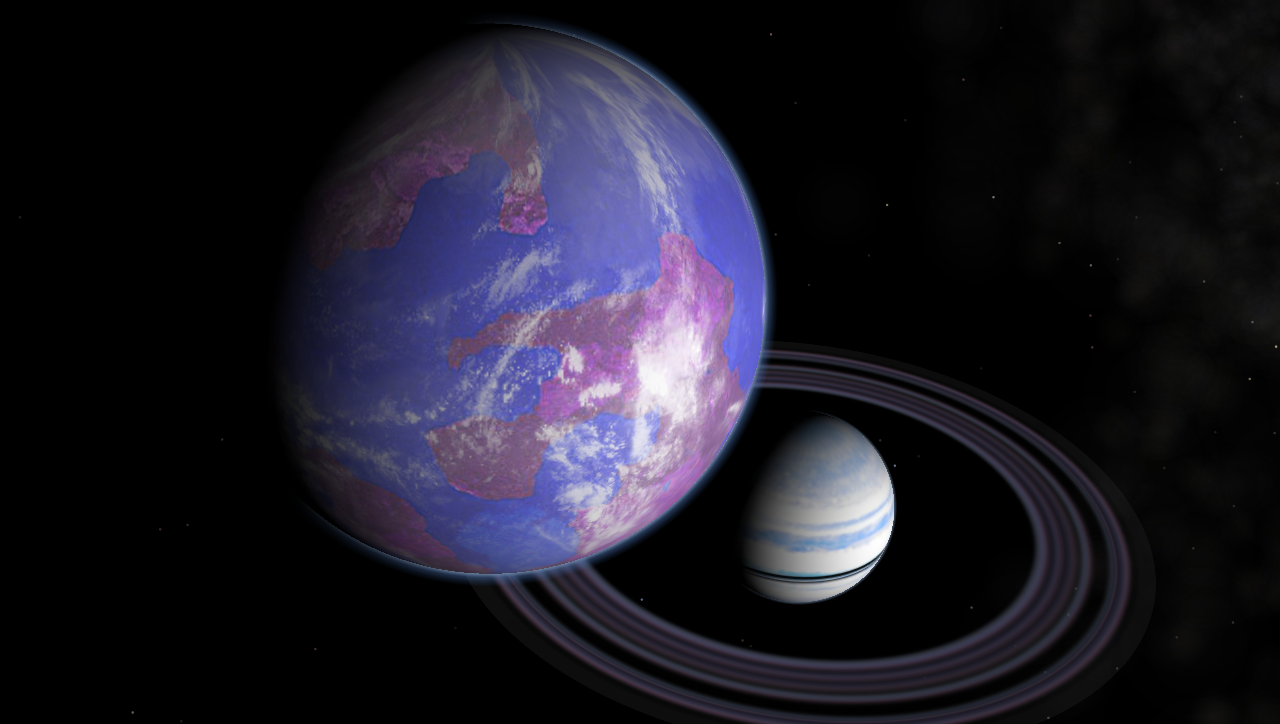
Vue d'artiste d'une hypothétique lune habitable, orbitant autour d'une planète semblable à Saturne.

On ne connaît aucune lune extrasolaire à l'heure actuelle mais leur existence est tout à fait probable autour des exoplanètes. Malgré le grand succès de la spectroscopie Doppler de l'étoile hôte, des lunes extrasolaires ne peuvent quasiment pas être repérées avec cette méthode. En effet, avec cette technique, seul un point de masse orbitant autour de son étoile est observé : une planète et son satellite sont donc extrêmement difficilement dissociables. C'est pourquoi plusieurs autres méthodes pour détecter les exolunes ont été imaginées :
- Effets du temps de transit
- Imagerie directe ;
- Méthode des transits ;
- Microlentille gravitationnelle ;
- Spectroscopie Doppler des planètes hôtes ;
- Chronométrage de pulsar…

### Effets liés à la mesure du temps de transit
En 2009, l'astronome de l'University College de Londres David Kipping a publié un article, soulignant comment une signature unique d'exolune est produite en combinant de multiples observations des variations dans le temps de mi-transit (en anglais TTV pour Time Transit Variation, variation du temps de transit causée par le fait que la planète précède ou suive le centre de gravité du système planète-lune lorsque la lune et la planète sont à peu près orientées perpendiculairement à la ligne de visée) avec les variations de la durée du transit (en anglais TDV pour Transit Duration Variation, causée par le fait que la planète se déplace le long de la trajectoire du transit par rapport au centre de gravité du système planète-lune lorsque l'axe planète-lune se confond à peu près avec la ligne de visée). De plus, ces travaux démontrèrent comment aussi bien la masse de l'exolune que sa distance orbitale de la planète pourraient être déterminées en utilisant ces deux effets.
Dans une étude postérieure, l'auteur et deux collègues ont conclu que des exolunes situées dans la zone habitable de leur étoile pourraient être détectées par le télescope spatial Kepler en utilisant les effets TTV et TDV.

### Imagerie directe
Même l'imagerie directe d'une exoplanète est extrêmement difficile du fait de l'importante différence de luminosité entre les objets et de la faible taille angulaire de la planète. Ces problèmes sont exacerbés pour les petites exolunes.

### Méthode des transits
Lorsqu'une exoplanète passe devant son étoile, une légère diminution de la lumière reçue de l'étoile peut être observée. Cet effet, également appelé occultation, est proportionnel au carré du rayon de la planète. Si une planète et sa lune passaient devant leur étoile, les deux objets devraient produire une diminution de la lumière observée. Une éclipse planète-lune pourrait également se produire au cours du transit, mais de tels événements ont une faible probabilité de se produire.

### Microlentille gravitationnelle
En 2002, Cheongho Han et Wonyong Han ont proposé que les microlentilles gravitationnelles pourraient être utilisées pour détecter les lunes de planètes extrasolaires. Les auteurs ont découvert que détecter des signaux de satellites dans les courbes lumineuses des lentilles sera très difficile car les signaux sont sérieusement brouillés par le sévère effet de source finie même pour des événements impliquant des étoiles sources de faibles rayons angulaires.

### Spectroscopie Doppler des planètes hôtes
Les spectres d'exoplanètes ont été partiellement obtenus avec succès dans plusieurs cas, qui incluent HD 189733 b et HD 209458 b. La qualité des spectres obtenus est significativement plus affectée par le bruit que les spectres stellaires. Il en résulte que la résolution spectrale, et un certain nombre de caractéristiques spectrales obtenues, sont de niveau bien plus bas que celui nécessaire à la réalisation d'une spectroscopie doppler de la planète.

### Composition chimique de l'étoile
Le lithium, le béryllium et le bore sont des éléments chimiques qui ne perdurent pas dans une étoile, à cause de sa température trop élevée. De plus ils se forment non pas au sein des étoiles mais par spallation dans l'espace. Il a donc été proposé que la détection de béryllium dans une naine blanche soit due à la capture d'une lune glacée par l'étoile, lune glacée dont le béryllium serait produit dans la magnétosphère de la planète autour de laquelle elle s'est formée.

### Planète de pulsar
En 2008, Lewis, Sackett et Mardling de l'université Monash, en Australie proposèrent d'utiliser le pulsar timing pour détecter les lunes des planètes de pulsar. Les auteurs appliquèrent leur méthode au cas de PSR B1620-26 b et découvrirent qu'une lune stable orbitant autour de cette planète pouvait être détectée, si la lune avait une séparation d'environ un cinquantième de celui de l'orbite de la planète autour du pulsar, et un ratio de masse à la planète de 5 % ou plus.

## Nomenclature
Pour le moment, l’Union astronomique internationale n’a pas élaboré de nomenclature spécifique pour cette catégorie d’objet. Certains avancent l’idée d’utiliser la numération romaine. Après la désignation officielle de l’exoplanète figurerait un numéro inscrit en chiffre romain, à l'image de la désignation systématique des satellites des objets du Système solaire (par ex. Mars I pour Phobos, ou Pluton I pour Charon).
Par exemple, une hypothétique lune extrasolaire orbitant autour de Gliese 581 c serait désignée sous le nom de Gliese 581 c I. Une seconde porterait le nom de Gliese 581 c II, etc. En suivant cette systématique, la Terre étant appelée Sol d (troisième planète depuis le Soleil), la Lune (Terre I en désignation systématique) pourrait être appelée « Sol d I » (1er satellite autour de la 3e planète du système Sol (notre Système solaire)).
La désignation provisoire de ces mêmes satellites pourrait aussi être la même que dans le Système solaire. Ainsi, si cet hypothétique premier satellite de Gliese 581 c venait à être découvert en 2014 par exemple, alors ceci pourrait donner la désignation « S/2014 (Gliese 581 c) 1 » à l'image de S/2011 J 1 autour de Jupiter ou S/2012 (134340) 1 autour de (134340) Pluton par exemple. Avec la désignation des exoplanètes, Jupiter étant Sol f, S/2011 J 1 devient ainsi S/2011 (Sol f) 1.

## Candidates
Il semblerait que l'étoile 1SWASP J140747.93-394542.6, dans la constellation du Centaure, possède une planète avec un satellite.
L'exoplanète confirmée WASP-12 b pourrait également avoir une lune en orbite autour d'elle.
En décembre 2013, le système MOA-2011-BLG-262L est annoncé comme étant potentiellement le premier système composé d'une exolune autour d'une planète flottante, mais étant donné la dégénérescence du modèle de l'évènement de microlentille à l'origine de la découverte, ce pourrait aussi bien être une planète de la masse de Neptune en orbite autour d'une naine rouge, scénario privilégié par les auteurs,.
En 2017 l'observation du transit de l'exoplanète Kepler-1625 b à l'aide du télescope spatial Hubble met en évidence des anomalies dont la présence d'une exolune est l'explication la plus simple. S'il est vrai que la masse de Kepler-1625 b vaut plusieurs fois celle de Jupiter, son exolune serait de taille comparable à Neptune.
En 2022, également par la méthode du transit, une exolune probable est annoncée autour de l'exoplanète Kepler-1708 b, son rayon serait grand comme plus de deux fois et demi celui de la Terre.

## Projets de détection
Au sein de la mission Kepler, le projet Hunt for Exomoons with Kepler (HEK, « Chasse aux exolunes avec Kepler ») cherche à détecter des exolunes (plus de détails ici ).

## Habitabilité

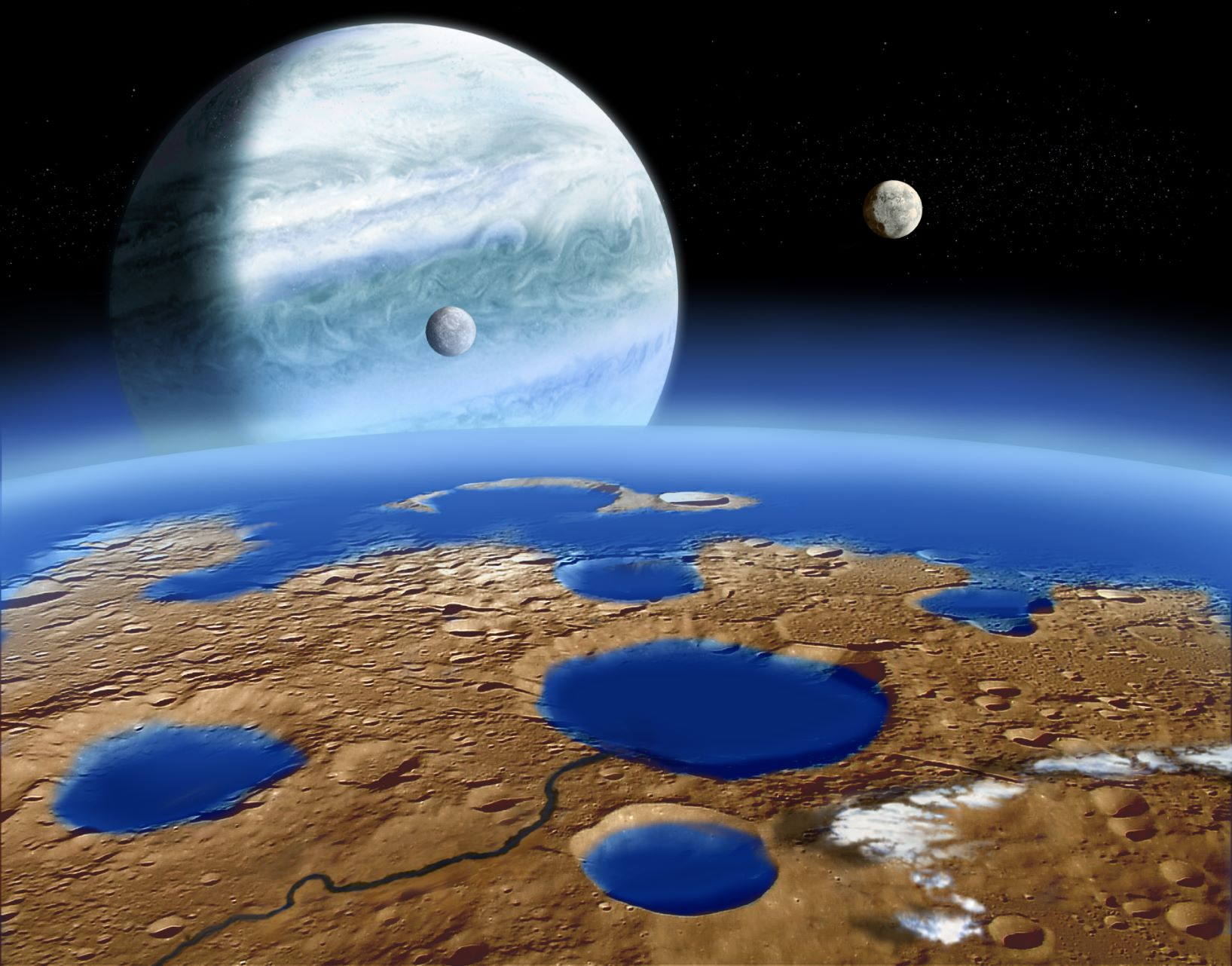
Vue d'artiste de la surface d'une lune hypothétiquement habitable d'Epsilon Andromedae.

L'habitabilité des exolunes a été envisagée dans au moins deux études publiées dans des revues à comité de lecture. René Heller et Rory Barnes ont pris en compte l'éclairage stellaire et planétaire des lunes ainsi que l'effet des éclipses sur leur surface d'éclairage ramenée à leur orbite moyenne. Ils ont également considéré l'échauffement par la force de marée comme une menace pour leur habitabilité. Dans la section 4 de leur article, ils introduisent un nouveau concept pour définir les orbites habitables des lunes. Se référant au concept de zone habitable circumstellaire pour les planètes, ils définissent une bordure intérieure pour qu'une lune soit habitable autour d'une planète donnée et la nomment « bordure habitable » circumplanétaire (en anglais circumplanetary "habitable edge"). Les lunes plus proches de leur planète que la bordure habitable sont inhabitables. Dans une seconde étude, René Heller a alors inclut l'effet des éclipses à ce concept ainsi que des contraintes liées à la stabilité orbitale d'un satellite. Il a découvert qu'en fonction de l'excentricité orbitale d'une lune il existe une masse minimale pour que les étoiles accueillent des exolunes habitables et il l'a située autour de 0,2 masse solaire.